# Castéra-Vignoles
Castéra-Vignoles település Franciaországban, Haute-Garonne megyében. Lakosainak száma 59 fő (2022. január 1.). Castéra-Vignoles Montbernard, Escanecrabe, Esparron és Lilhac községekkel határos.

## Népesség
A település népességének változása:
| Lakosok száma | 89   | 65   | 67   | 55   | 65   | 65   | 64   | 63   | 61   | 59   |
|               | 1962 | 1975 | 1990 | 2006 | 2011 | 2013 | 2016 | 2018 | 2020 | 2022 |